# 拉戈斯庫羅峰
46°13′24″N 10°34′13″E / 46.22326°N 10.57041°E
拉戈斯庫羅峰（義大利語：Corno di Lago Scuro），是意大利的山峰，位於該國北部，由特倫蒂諾-上阿迪傑大區負責管轄，屬於阿達梅洛-普雷薩內拉阿爾卑斯山脈的一部分，海拔高度3,166米，每年平均降雨量1,357毫米。